# Bohuňov (district de Svitavy)
Pour les articles homonymes, voir Bohuňov.
Bohuňov (en allemand : Bogenau) est une commune du district de Svitavy, dans la région de Pardubice, en République tchèque. Sa population s'élevait à 123 habitants en 2024.

## Géographie
Bohuňov se trouve à 18 km au sud de Svitavy, à 69 km au sud-est de Pardubice et à 155 km au sud-est de Prague.
La commune est limitée par Vítějeves au nord, par Horní Poříčí à l'est et au sud, et par Kněževes et Svojanov à l'ouest.

## Histoire
La première mention écrite du village date de 1382.

## Galerie

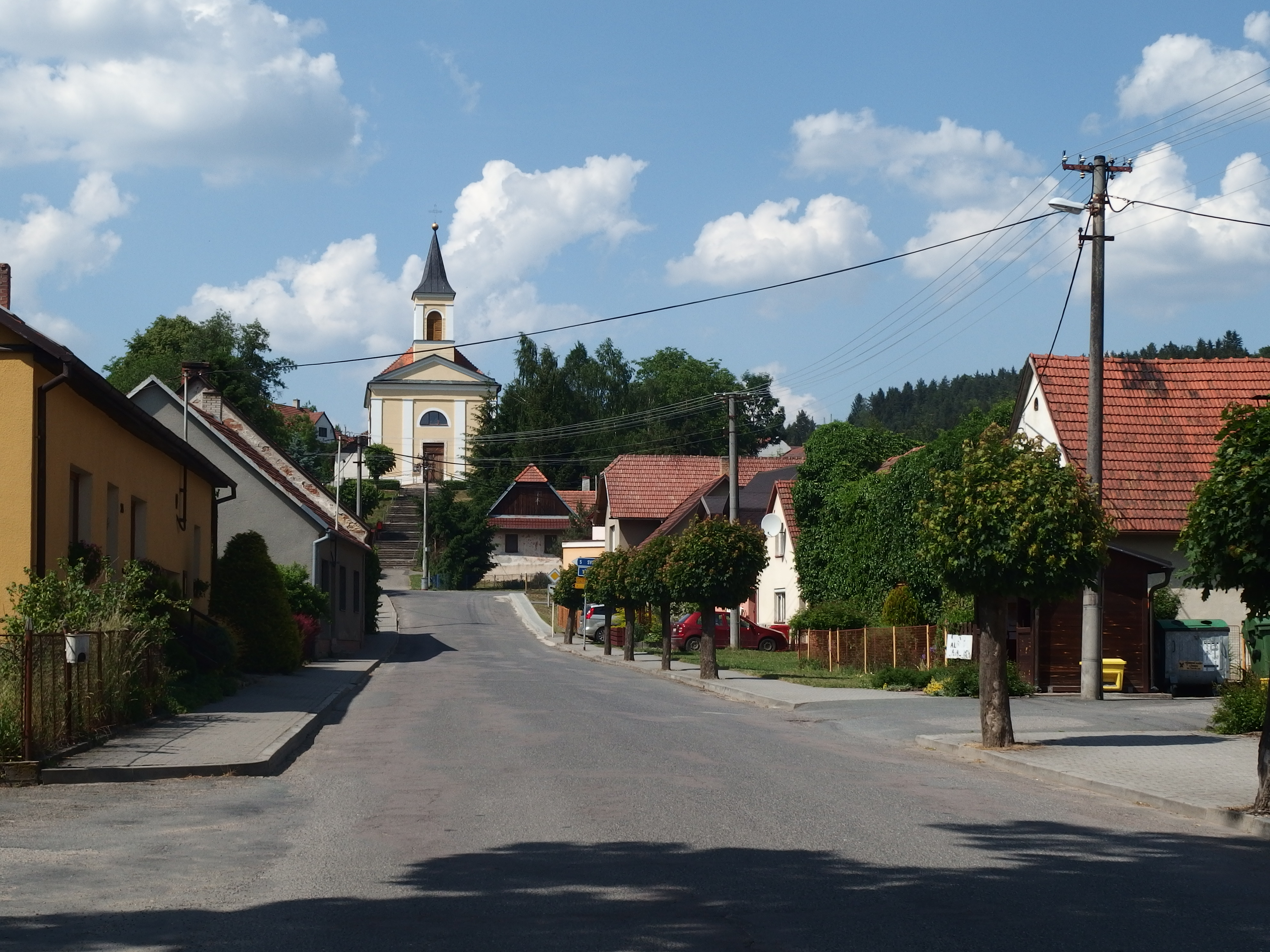
Bohuňov : rue principale.
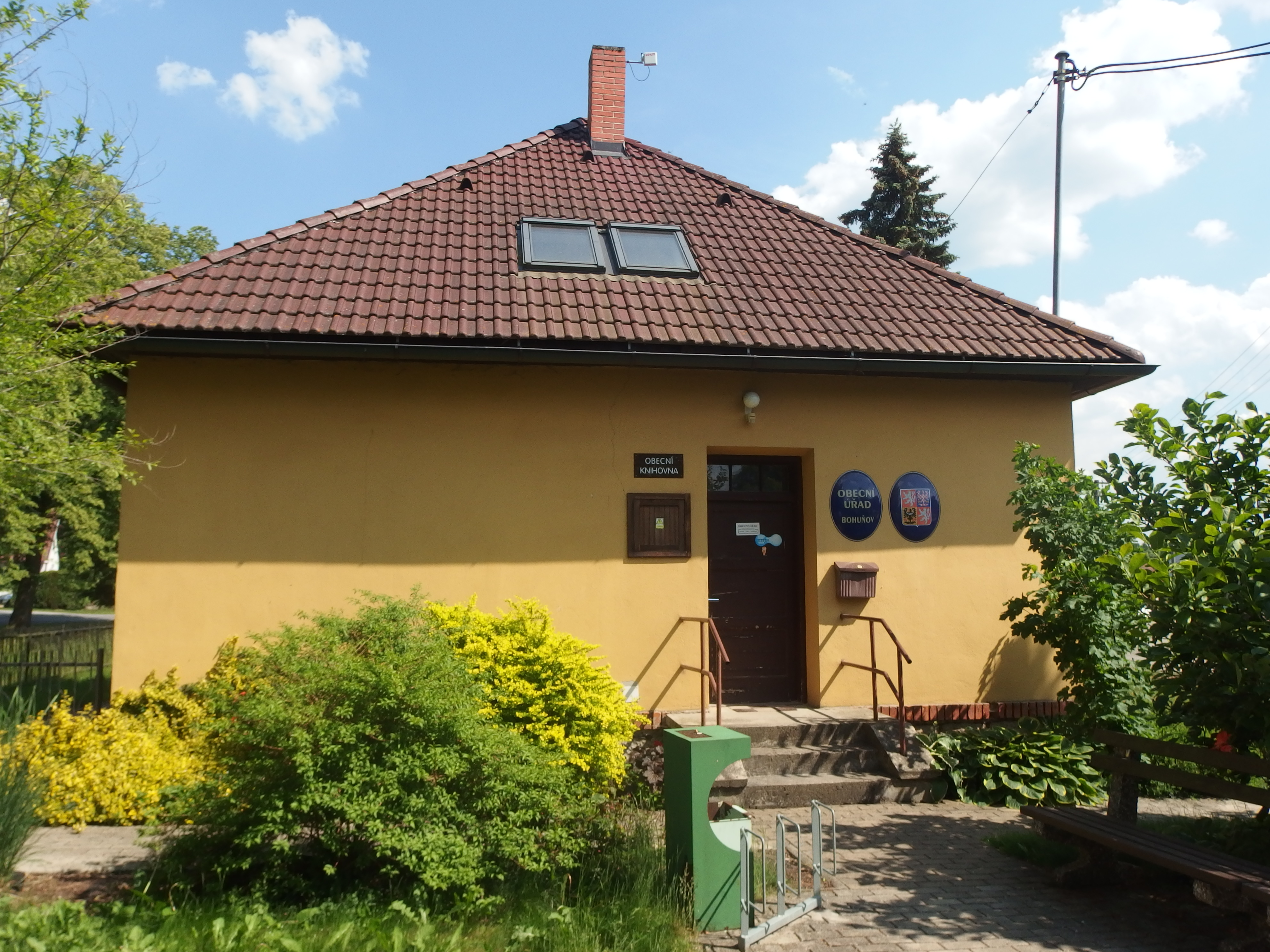
Bohuňov : rue principale.

## Transports
Par la route, Bohunov se trouve à 11 km de Březová nad Svitavou, à 23 km de Svitavy, à 94 km de Pardubice et à 206 km de Prague. 